# Список вимерлих риб
Це список риб, що вимерли в історичний час, приблизно, після 1500 року. Всього у списку 65 вимерлих видів та 6 видів, що вимерли у дикому стані. Також представлено 87 видів, що можливо вимерли.

## Хрящові риби

### Вимерлі види
- Ряд Орлякоподібні (Myliobatiformes)
  - Родина Хвостоколи товстохвості (Urolophidae)
    - Urolophus javanicus — узбережжя Яви

### Можливо вимерлі види
- Ряд Кархариноподібні (Carcharhiniformes)
  - Родина Сірі акули (Carcharhinidae)
    - Carcharhinus obsoletus — Південно-Китайське море біля узбережжя Борнео, В'єтнаму і Таїланду
- Ряд Електричні скати (Torpediniformes)
  - Родина Електричні скати (Torpedinidae)
    - Torpedo suessii — Червоне море

## Міноги

### Вимерлі види
| Українська назва                        | Латинська назва                   | Автор таксона | Історичне поширення         | Час вимирання | Причина вимирання | Зображення |
| Ряд: Міногоподібні (Petromyzontiformes) |                                   |               |                             |               |                   |            |
| Родина: Міногові (Petromyzontidae)      |                                   |               |                             |               |                   |            |
| П'явкорот восьмизябровий                | Eudontomyzon sp. nov. 'migratory' |               | річки Дністер, Дніпро і Дон | XIX століття  |                   |            |

### Можливо вимерлі види
- Ряд Міногоподібні (Petromyzontiformes)
  - Родина Міногові (Petromyzontidae)
    - Tetrapleurodon spadiceus — Мексика

## Осетроподібні

### Вимерлі види
- Родина Веслоносові (Polyodontidae)
  - Веслоніс китайський (Psephurus gladius) — басейн річки Янцзи (Китай); останній екземпляр виловлений у 2007 році.

## Лососеподібні

### Вимерлі види
| Українська назва                   | Латинська назва        | Автор таксона            | Історичне поширення                        | Час вимирання                      | Причина вимирання                          | Зображення |
| Ряд: Лососеподібні (Salmoniformes) |                        |                          |                                            |                                    |                                            |            |
| Родина: Лососеві (Salmonidae)      |                        |                          |                                            |                                    |                                            |            |
|                                    | Coregonus alpenae      | Koelz, 1924              | Великі озера (Північна Америка)            | 1975 рік                           | забруднення середовищ існування, перевилов |            |
|                                    | Coregonus bezola       | Fatio, 1888              | озеро Лак-дю-Бурже на півдні Франції       | 1960-ті                            |                                            |            |
|                                    | Coregonus fera         | Jurine, 1825             | Женевське озеро                            | 1920-ті                            | перевилов                                  |            |
|                                    | Coregonus gutturosus   | C. C. Gmelin, 1818       | Боденське озеро                            | 1970-ті                            | евтрофікація                               |            |
|                                    | Coregonus hiemalis     | Jurine, 1825             | Женевське озеро                            | 1900-ті                            | перевилов                                  |            |
|                                    | Coregonus johannae     | G. Wagner, 1910          | Великі озера (Північна Америка)            | 1952 рік                           | перевилов                                  |            |
|                                    | Coregonus nigripinnis  | Milner, 1874             | Великі озера (Північна Америка)            | 1996 рік                           | перевилов                                  |            |
|                                    | Coregonus restrictus   | Fatio, 1885              | Муртенське озеро, Швейцарія                | востаннє спостерігався у 1890 році |                                            |            |
|                                    | Salmo pallaryi         | Pellegrin, 1924          | озеро в Атлаських горах на півночі Марокко | 1930-і                             | інтродукція звичайного коропа              |            |
|                                    | Salvelinus agassizii   | Garman, 1885             | два озера у штаті Нью-Гемпшир              | 1939                               | інтродукція інших видів риб                |            |
|                                    | Salvelinus neocomensis | Freyhof & Kottelat, 2005 | Невшательське озеро, Швейцарія             | востаннє спостерігався у 1904 році |                                            |            |

### Можливо вимерлі види
- Родина Лососеві (Salmonidae)
  - Coregonus hoferi — озеро Кімзеє (Німеччина); спостерігався до кінця 1980-х.
  - Coregonus reighardi — Великі озера (Північна Америка); востаннє спостерігався у 1985 році.

### Вимерлі у дикій природі
| Українська назва                   | Латинська назва        | Автор таксона                       | Історичне поширення                                | Час вимирання | Причина вимирання                                                    | Зображення |
| Ряд: Лососеподібні (Salmoniformes) |                        |                                     |                                                    |               |                                                                      |            |
| Родина: Лососеві (Salmonidae)      |                        |                                     |                                                    |               |                                                                      |            |
| Кунімасу                           | Oncorhynchus kawamurae | D. S. Jordan & E. A. McGregor, 1925 | оз. Тадзава, Японія. Інтродукований до озера Сайко |               |                                                                      |            |
| Білорибиця                         | Stenodus leucichthys   | Güldenstädt, 1772                   | Каспійське море, річки Волга, Урал                 |               | будівництво гребель та ГЕС, що унеможливили міграцію під час нересту |            |

## Коропозубоподібні

### Вимерлі види
| Українська назва                            | Латинська назва                      | Автор таксона                            | Історичне поширення             | Час вимирання                                      | Причина вимирання                                  | Зображення |
| Ряд: Коропозубоподібні (Cyprinodontiformes) |                                      |                                          |                                 |                                                    |                                                    |            |
| Родина: Коропозубі (Cyprinodontidae)        |                                      |                                          |                                 |                                                    |                                                    |            |
|                                             | Aphanius splendens                   | Kosswig & Sözer, 1945                    | озеро Гьольчюк (Туреччина)      | 1980-і                                             | інтродукція чужорідних видів                       |            |
|                                             | Cyprinodon arcuatus                  | Wendell L. Minckley & R. R. Miller, 2002 | річка Санта-Круз (Аризона, США) |                                                    |                                                    |            |
|                                             | Cyprinodon ceciliae                  | Lozano-Vilano & Contreras-Balderas, 1993 | штат Нуево-Леон (Мексика)       | 1990-і                                             | руйнування середовищ проживання                    |            |
|                                             | Cyprinodon inmemoriam                | Lozano-Vilano & Contreras-Balderas, 1993 | штат Нуево-Леон (Мексика)       | 1985 рік                                           | руйнування середовищ проживання                    |            |
|                                             | Megupsilon aporus                    | R. R. Miller & Walters, 1972             | штат Нуево-Леон (Мексика)       | У природі зник у 1994 році, в неволі — у 2015 році | руйнування середовищ проживання                    |            |
| Родина: Пецилієві (Poeciliidae)             |                                      |                                          |                                 |                                                    |                                                    |            |
|                                             | Aplocheilichthys sp. nov. 'Naivasha' |                                          | озеро Найваша, Кенія            | 1980-і                                             | інтродукція чужорідних видів                       |            |
|                                             | Gambusia amistadensis                | Peden, 1973                              | штат Техас, США                 | у природі вимер у 1968 році, у неволі до 1987 року | будівництво Амістадського водосховища              |            |
|                                             | Gambusia georgei                     | C. Hubbs & Peden, 1969                   | штат Техас, США                 | 1983 рік                                           | забруднення річки                                  |            |
|                                             | Pantanodon madagascariensis          | Arnoult, 1963                            | Мадагаскар                      | 1960-і                                             | перетворення його болотних ареалів на рисові поля. |            |
|                                             | Priapella bonita                     | Meek, 1904                               | штат Веракрус, Мексика          |                                                    | руйнування місць проживання                        |            |
| Родина: Goodeidae                           |                                      |                                          |                                 |                                                    |                                                    |            |
|                                             | Characodon garmani                   | D. S. Jordan & Evermann, 1898            | штат Коауїла, Мексика           | до 1953 року                                       | руйнування місць проживання                        |            |
|                                             | Empetrichthys merriami               | C. H. Gilbert, 1893                      | штат Невада, США                | востаннє спостерігався у 1948 році                 | руйнування місць проживання                        |            |
| Родина: Fundulidae                          |                                      |                                          |                                 |                                                    |                                                    |            |
|                                             | Fundulus albolineatus                | C. H. Gilbert, 1891                      | штат Алабама, США               | кінець XIX століття                                | руйнування місць проживання                        |            |

### Можливо вимерлі види
- Родина Коропозубі (Cyprinodontidae)
  - Cyprinodon latifasciatus — штат Коауїла, Мексика
- Родина Ривулові (Rivulidae)
  - Aphyolebias claudiae — заплави річки Ріо-Сан-Пабло, Болівія, що перетворили у рисові поля
- Родина Нотобранхові (Nothobranchiidae)
  - Fundulopanchax powelli — дельти річки Нігер, Нігерія
- Родина Пецилієві (Poeciliidae)
  - Pantanodon sp. nov. 'Manombo' — Мадагаскар

### Вимерлі у дикій природі
| Українська назва                            | Латинська назва          | Автор таксона                            | Історичне поширення      | Час вимирання | Причина вимирання       | Зображення |
| Ряд: Коропозубоподібні (Cyprinodontiformes) |                          |                                          |                          |               |                         |            |
| Родина: Коропозубові (Cyprinodontidae)      |                          |                                          |                          |               |                         |            |
|                                             | Cyprinodon alvarezi      | R. R. Miller, 1976                       | штат Нуево-Леон, Мексика | 1985 рік      | втрата місць проживання |            |
|                                             | Cyprinodon longidorsalis | Lozano-Vilano & Contreras-Balderas, 1993 | штат Нуево-Леон, Мексика | 1994 рік      | втрата місць проживання |            |
| Родина: Goodeidae                           |                          |                                          |                          |               |                         |            |
|                                             | Skiffia francesae        |                                          | Мексика                  | 1996 рік      | втрата місць проживання |            |

## Коропоподібні

### Вимерлі види
| Українська назва                   | Латинська назва            | Автор таксона                          | Історичне поширення                | Час вимирання                                                           | Причина вимирання                                                             | Зображення |
| Ряд: Коропоподібні (Cypriniformes) |                            |                                        |                                    |                                                                         |                                                                               |            |
| Родина: Коропові (Cyprinidae)      |                            |                                        |                                    |                                                                         |                                                                               |            |
| Верховодка бейшегірська            | Alburnus akili             | Battalgil, 1942                        | озеро Бейшегір (Туреччина)         | 1998                                                                    | інтродукція чужорідних видів                                                  |            |
| Верховодка ізніцька                | Alburnus nicaeensis        | Battalgil, 1941                        | озеро Ізнік (Туреччина)            | до 1996 року                                                            | інтродукція чужорідних видів                                                  |            |
|                                    | Anabarilius macrolepis     | P. L. Yih & C. K. Wu, 1964             | озеро Їлон (Юньнань, Китай)        | 1981                                                                    | осушення озера в результаті водозабору для сільського господарства            |            |
|                                    | Barbodes amarus            | Herre, 1924                            | озеро Ланао (Мінданао, Філіппіни)  | 1982                                                                    | інтродукція хижих риб                                                         |            |
|                                    | Barbodes baoulan           | Herre, 1926                            | озеро Ланао (Мінданао, Філіппіни)  | 2000                                                                    | інтродукція хижих риб                                                         |            |
|                                    | Barbodes clemensi          | Herre, 1924                            | озеро Ланао (Мінданао, Філіппіни)  | 1976                                                                    | інтродукція хижих риб                                                         |            |
|                                    | Barbodes disa              | Herre, 1932                            | озеро Ланао (Мінданао, Філіппіни)  | 1964                                                                    | інтродукція хижих риб                                                         |            |
|                                    | Barbodes flavifuscus       | Herre, 1924                            | озеро Ланао (Мінданао, Філіппіни)  | 1964                                                                    | інтродукція хижих риб                                                         |            |
|                                    | Barbodes herrei            | (Fowler, 1934)                         | озеро Ланао (Мінданао, Філіппіни)  | 1974                                                                    | інтродукція хижих риб                                                         |            |
|                                    | Barbodes katolo            | Herre, 1924                            | озеро Ланао (Мінданао, Філіппіни)  | 1982                                                                    | інтродукція хижих риб                                                         |            |
|                                    | Barbodes lanaoensis        | Herre, 1924                            | озеро Ланао (Мінданао, Філіппіни)  | 1977                                                                    | інтродукція хижих риб                                                         |            |
|                                    | Barbodes manalak           | Herre, 1924                            | озеро Ланао (Мінданао, Філіппіни)  | 1964                                                                    | інтродукція хижих риб                                                         |            |
|                                    | Barbodes pachycheilus      | Herre, 1924                            | озеро Ланао (Мінданао, Філіппіни)  | 1964                                                                    | інтродукція хижих риб                                                         |            |
|                                    | Barbodes palaemophagus     | Herre, 1924                            | озеро Ланао (Мінданао, Філіппіни)  | 1975                                                                    | інтродукція хижих риб                                                         |            |
|                                    | Barbodes palata            | Herre, 1924                            | озеро Ланао (Мінданао, Філіппіни)  | 1964                                                                    | інтродукція хижих риб                                                         |            |
|                                    | Barbodes resimus           | Herre, 1924                            | озеро Ланао (Мінданао, Філіппіни)  | 1964                                                                    | інтродукція хижих риб                                                         |            |
|                                    | Barbodes tras              | Herre, 1926                            | озеро Ланао (Мінданао, Філіппіни)  | 1976                                                                    | інтродукція хижих риб                                                         |            |
|                                    | Barbodes truncatulus       | Herre, 1924                            | озеро Ланао (Мінданао, Філіппіни)  | 1973                                                                    | інтродукція хижих риб                                                         |            |
|                                    | Labeobarbus microbarbis    | (L. R. David & Poll, 1937              | озеро Лугондо (Руанда)             | востаннє спостерігався у 1973 році                                      | інтродукція чужорідних видів                                                  |            |
|                                    | Chondrostoma scodrense     | Elvira, 1987                           | Скадарське озеро (Албанія)         | кінець XIX століття                                                     |                                                                               |            |
|                                    | Cyprinus yilongensis       | Yang et al., 1977                      | озеро Їлон (Юньнань, Китай)        | 1981                                                                    | осушення озера в результаті водозабору для сільського господарства            |            |
|                                    | Evarra bustamantei         | Navarro, 1955                          | долина Мехіко                      | 1983                                                                    | осушення водойм                                                               |            |
|                                    | Evarra eigenmanni          | Woolman, 1894                          | долина Мехіко                      | 1983                                                                    | осушення водойм                                                               |            |
|                                    | Evarra tlahuacensis        | Meek, 1902                             | долина Мехіко                      | 1983                                                                    | осушення водойм                                                               |            |
|                                    | Gila crassicauda           | (S. F. Baird & Girard in Girard, 1854) | Каліфорнія, США                    | 1950-і                                                                  | сільськогосподарська діяльність                                               |            |
|                                    | Atlantor reinii            | (Günther, 1874)                        | Марокко                            | 2001                                                                    | забруднення води (зокрема побутовими відходами) і нестабільний видобуток води |            |
|                                    | Lepidomeda altivelis       | R. R. Miller & C. L. Hubbs, 1960       | Невада, США                        | 1959                                                                    |                                                                               |            |
| Вусач туніський                    | Luciobarbus antinorii      | Boulenger, 1911                        | Туніс                              | 1989                                                                    |                                                                               |            |
|                                    | Luciobarbus nasus          | Günther, 1874                          | Марокко                            | 19 століття                                                             |                                                                               |            |
|                                    | Mirogrex hulensis          | (Goren, Fishelson & Trewavas, 1973)    | долина Хула, Ізраїль               | вважався вимерлим з 1975 року, поки не була виявлена самиця у 2011 році |                                                                               |            |
|                                    | Notropis aulidion          | Chernoff & R. R. Miller, 1986          | Ріо-Тунал, північ Мексики          | 1961                                                                    |                                                                               |            |
|                                    | Notropis orca              | Woolman, 1894                          | басейн річки Ріо-Гранде            | 1975                                                                    |                                                                               |            |
|                                    | Notropis saladonis         | C. L. Hubbs & C. Hubbs, 1958           | Мексика                            |                                                                         |                                                                               |            |
|                                    | Pogonichthys ciscoides     | Hopkirk, 1974                          | озеро Клір, Каліфорнія, США        | 1970-і                                                                  |                                                                               |            |
|                                    | Pseudophoxinus handlirschi | (Pietschmann, 1933)                    | озеро Егірдір, Туреччина           | 1980-і                                                                  | інтродукція судака                                                            |            |
|                                    | Rhinichthys deaconi        | R. R. Miller, 1984                     | долина Лас-Вегас, Невада, США      | 1986                                                                    |                                                                               |            |
| Пічкур-білопер Антипи              | Romanogobio antipai        | (Bănărescu, 1953)                      | пониззя Дунаю в Румунії та Україні | 1960-і                                                                  |                                                                               |            |
|                                    | Stypodon signifer          | Garman, 1881                           | Мексика                            |                                                                         |                                                                               |            |
| Родина: Чукучанові (Catostomidae)  |                            |                                        |                                    |                                                                         |                                                                               |            |
|                                    | Chasmistes muriei          | R. R. Miller & G. R. Smith, 1981       | річка Снейк, Вайомінг (США)        |                                                                         |                                                                               |            |
|                                    | Moxostoma lacerum          | (D. S. Jordan & Brayton, 1877)         | південний схід США                 | востаннє впостерігався у 1893 році                                      | руйнування місць проживання                                                   |            |

### Можливо вимерлі види
- Родина Коропові (Cyprinidae)
  - Acanthobrama centisquama — Сирія, Туреччина; не спостерігався з початку XX століття
  - Лящ дамаський (Acanthobrama tricolor) — річка Барада, Сирія; востаннє спостерігався 1908 року.
  - Anabarilius qiluensis — Китай
  - Anabarilius yangzonensis — озеро Янчжон, Китай
  - Balantiocheilos ambusticauda — Таїланд; востаннє спостерігався у 1986 році.
  - Caecocypris basimi — Ірак; не спостерігався з 1983 року.
  - Cyprinus barbatus — озеро Ерхай, Китай
  - Cyprinus ilishaestomus — озеро Цілугу, Китай
  - Cyprinus micristius — озеро Дяньчи, Китай; не спостерігався з 1960-х років
  - Cyprinus qionghaiensis — озеро Ціон, Китай
  - Cyprinus yunnanensis — озеро Цілу, Китай; не спостерігався з 1970-х років
  - Hypselobarbus pulchellus — Карнатака, Індія
  - Neolissochilus bovanicus — річка Кавері, Індія
  - Parapsilorhynchus prateri — річка Дарна, Індія
  - Poropuntius chonglingchungi — озеро Фусянь, Китай; не спостерігався з 1980-х років
  - Pseudophoxinus sojuchbulagi — річка Кура, Азербайджан; востаннє спостерігався у 1948 році.
  - Pseudophoxinus syriacus — Ліван, Сирія
  - Puntius deccanensis — Західні Гати, Індія
  - Systomus compressiformis — озеро Інле, М'янма
- Родина В'юнові (Cobitidae)
  - Cobitis kellei — верхів'я річки Тигр, Туреччина; востаннє спостерігався у 1974 році
- Родина Nemacheilidae
  - Schistura nasifilis — В'єтнам
  - Schistura tenura — Лаос; не спостерігався з 1998 року.

## Колючкоподібні

### Вимерлі види
| Українська назва                        | Латинська назва           | Автор таксона            | Історичне поширення      | Час вимирання | Причина вимирання                            | Зображення |
| Ряд: Колючкоподібні (Gasterosteiformes) |                           |                          |                          |               |                                              |            |
| Родина: Колючкові (Gasterosteidae)      |                           |                          |                          |               |                                              |            |
|                                         | Gasterosteus crenobiontus | Băcescu & R. Mayer, 1956 | озеро Теркігіол, Румунія | 1960-і        | гібридизація з інтрудукованим близьким видом |            |

## Корюшкоподібні

### Вимерлі види
| Українська назва                    | Латинська назва          | Автор таксона | Історичне поширення | Час вимирання | Причина вимирання                   | Зображення |
| Ряд: Корюшкоподібні (Osmeriformes)  |                          |               |                     |               |                                     |            |
| Родина: Ретропінові (Retropinnidae) |                          |               |                     |               |                                     |            |
|                                     | Prototroctes oxyrhynchus | Günther, 1870 | Нова Зеландія       | 1927          | конкуренція з інтрудукованою форелю |            |

## Сомоподібні

### Вимерлі види
| Українська назва                  | Латинська назва        | Автор таксона      | Історичне поширення | Час вимирання | Причина вимирання | Зображення |
| Ряд: Сомоподібні (Siluriformes)   |                        |                    |                     |               |                   |            |
| Родина: Ікталурові (Ictaluridae)  |                        |                    |                     |               |                   |            |
|                                   | Noturus trautmani      | W. R. Taylor, 1969 | Огайо, США          | 1957          |                   |            |
| Родина: Скляні соми (Schilbeidae) |                        |                    |                     |               |                   |            |
|                                   | Platytropius siamensis | (Sauvage, 1883)    | Таїланд             | 1977          |                   |            |

### Можливо вимерлі види
- Родина Косаткові (Bagridae)
  - Hemibagrus punctatus — річка Кавері, Індія; востаннє спостерігався у 1998.
- Родина Trichomycteridae
  - Rhizosomichthys totae — озеро Тота, Колумбія.
- Родина Кларієві (Clariidae)
  - Xenoclarias eupogon — озеро Вікторія.

## Окунеподібні

### Вимерлі види
| Українська назва                | Латинська назва          | Автор таксона                   | Історичне поширення         | Час вимирання | Причина вимирання         | Зображення |
| Ряд: Окунеподібні (Perciformes) |                          |                                 |                             |               |                           |            |
| Родина: Окуневі (Percidae)      |                          |                                 |                             |               |                           |            |
|                                 | Etheostoma sellare       | (Radcliffe & W. W. Welsh, 1913) | штат Меріленд, США          | 1988          | знищення місць проживання |            |
| Родина: Цихлові (Cichlidae)     |                          |                                 |                             |               |                           |            |
|                                 | Ptychochromis onilahy    | Stiassny & Sparks, 2006         | річка Онілагу, Мадагаскар   | 1962          |                           |            |
|                                 | Tristramella intermedia  | Steinitz & Ben-Tuvia, 1953      | озеро Хула, Ізраїль         | 1950-і        | осушення озера            |            |
|                                 | Tristramella magdelainae | (Lortet, 1883)                  | околиці Дамаску в Сирії     | 1950-і        | забруднення               |            |
|                                 | Tristramella sacra       | (Günther, 1865)                 | Тиверіадське озеро, Ізраїль | 1991          | обміління озера           |            |
|                                 | Haplochromis bayoni      | (Boulenger, 1909)               | озеро Вікторія              |               |                           |            |

### Можливо вимерлі види
- Родина Помацентрові (Pomacentridae)
  - Azurina eupalama
- Родина Цихлові (Cichlidae)
  - Ctenochromis pectoralis
  - Haplochromis aelocephalus
  - Haplochromis antleter
  - Haplochromis apogonoides
  - Haplochromis argenteus
  - Haplochromis barbarae
  - Haplochromis bareli
  - Haplochromis brownae
  - Haplochromis cassius
  - Haplochromis cinctus
  - Haplochromis cnester
  - Haplochromis coprologus
  - Haplochromis crassilabris
  - Haplochromis crocopeplus
  - Haplochromis dentex
  - Haplochromis dichrourus
  - Haplochromis flavipinnis
  - Haplochromis granti
  - Haplochromis guiarti
  - Haplochromis heusinkveldi
  - Haplochromis hiatus
  - Haplochromis iris
  - Haplochromis ishmaeli
  - Haplochromis katunzii
  - Haplochromis longirostris
  - Haplochromis macrognathus
  - Haplochromis martini
  - Haplochromis michaeli
  - Haplochromis microdon
  - Haplochromis mylergates
  - Haplochromis nanoserranus
  - Haplochromis pancitrinus
  - Haplochromis parvidens
  - Haplochromis percoides
  - Haplochromis perrieri
  - Haplochromis plutonius
  - Haplochromis ptistes
  - Haplochromis pyrrhopteryx
  - Haplochromis sphex
  - Haplochromis sulphureus
  - Haplochromis teegelaari
  - Haplochromis theliodon
  - Haplochromis ushindi
  - Haplochromis victorianus
  - Haplochromis vonlinnei
  - Haplochromis xenostoma
  - Sciaena callaensis
  - Stiphodon discotorquatus
- Родина Бичкові (Gobiidae)
  - Knipowitschia cameliae

## Оселедцеподібні

### Можливо вимерлі види
- Родина Оселедцеві (Clupeidae)
  - Alosa vistonica — озеро Вістоніда, Греція.

## Скорпеноподібні

### Вимерлі види
| Українська назва                       | Латинська назва  | Автор таксона                   | Історичне поширення | Час вимирання | Причина вимирання                                     | Зображення |
| Ряд: Скорпеноподібні (Scorpaeniformes) |                  |                                 |                     |               |                                                       |            |
| Родина: Бабцеві (Cottidae)             |                  |                                 |                     |               |                                                       |            |
|                                        | Cottus echinatus | R. M. Bailey & C. E. Bond, 1963 | озеро Юта, США      | 1928          | обміління озера через сільськогосподарську діяльність |            |

## Вудильникоподібні

### Можливо вимерлі види
- Родина Brachionichthyidae
  - Sympterichthys unipennis — узбережжя Тасманії